# Kagamiishi (Fukushima)
Kagamiishi (鏡石町 Kagamiishi-machi?) es un pueblo localizado en la prefectura de Fukushima, Japón. En junio de 2019 tenía una población de 12.312 habitantes y una densidad de población de 393 personas por km². Su área total es de 31,30 km².

## Geografía

### Municipios circundantes
- Prefectura de Fukushima
  - Sukagawa
  - Yabuki
  - Ten'ei
  - Tamakawa

## Demografía
Según datos del censo japonés, la población de Kagamiishi se ha mantenido estable en los últimos años.
| Año del censo | Población |
| ------------- | --------- |
| 1995          | 12.378    |
| 2000          | 12.743    |
| 2005          | 12.746    |
| 2010          | 12.815    |
| 2015          | 12.486    |